# 修羅:黒衣の反逆
『修羅：黒衣の反逆』（しゅら こくいのはんぎゃく、原題：繍春刀II：修羅戦場）は、2017年の中国映画。
明朝末期の錦衣衛（特務機関）を主人公とした2014年の映画『ブレイド・マスター』（原題：繍春刀）の前日譚である。

## キャスト
- 沈煉：チャン・チェン
- 北斎：ヤン・ミー
- 魏忠賢：チン・スーチェ
- 陸文昭：チャン・イー
- 裴綸：レイ・ジャーイン
- 白纓：シン・ジーレイ
- 信王：劉端端

## スタッフ
- 監督：ルー・ヤン
- 脚本：ルー・ヤン、チェン・シュー、ユー・ヤン
- 撮影：ハン・チーミン
- 音楽：川井憲次
- アクション監督：サン・リン
- 製作：ニン・ハオ